# Lisso (Grecia)
Lisso o Lipso (in greco Λειψοί?, Leipsoi, nota anche come Lipsi; in greco antico Λέψια, Lépsia) è una piccola isola greca ad Est di Patmos e a nord di Leros, che, geograficamente, appartiene al Dodecaneso. Dal punto di vista amministrativo, costituisce un comune all'interno della periferia dell'Egeo Meridionale (unità periferica di Calimno).
Il suo territorio è fatto di basse colline, con elevazioni che non superano i 277 metri sul livello del mare. Intorno ci sono almeno 27 fra isolotti e scogli. 
Come la vicina Patmo, il Cristianesimo vi si diffuse fin dal I secolo d.C.
Nel centro abitato vi è un piccolo museo ecclesiastico nel quale sono raccolte icone del XVI e XVII secolo, croci, piccoli lavori di oreficeria e costumi locali.
Non va confusa con l'isola di Lesbo (o Lesvos), celebre per aver dato i natali ai poeti lirici Alceo e Saffo, che invece si trova nell'Egeo nordorientale di fronte alle coste della penisola anatolica.

## Litorali
Tra le spiagge di Lisso la più frequentata è Lientou data la sua vicinanza con il centro abitato. Papandria è un arenile della costa sud di fronte a Lero.
La Spiaggia Platis Gialos è situata sul versante nord occidentale dell'isola, incastonata in una baia. Si tratta di una lunga spiaggia di sabbia, bagnata da un mare turchese, cristallino e trasparente, con un fondale basso e sabbioso.
Kimisi è situata sul versante meridionale dell'isola. La spiaggia è di ghiaia delimitata da rocce e scogli, con fondali bassi. Kimisi un tempo era la casa di un eremita ottantenne e un luogo sacro per gli isolani. Nei dintorni c'è anche una cappella del XVI secolo dedicata alla Vergine Maria, Kimissi tis Theotokos.
La Spiaggia Kohklakoura è situata sul versante sud orientale dell'isola. Si tratta di una spiaggia di ciottoli bianchi, con il fondale che digrada verso il largo.
Tourkomnima è situata sul versante orientale dell'isola, a nord di un promontorio che la divide da quella di Kserokambos. Si tratta di una spiaggia la cui parte principale guarda a nord. È caratterizzata da un litorale per lo più ciottoloso con alcune zone di sabbia.
Katsadia è situata sull'estremità sud orientale dell'isola. Si tratta di una spiaggia lunga e stretta, con un litorale di ghiaia mista a sabbia. Poco più a sud ci sono anche delle calette, come Papandria.
La Spiaggia Elena è situata sul versante meridionale dell'isola. La spiaggia è caratterizzata da rocce piatte che si immergono nel mare, circondata da un paesaggio selvaggio.
Liendou è la spiaggia di Lipsi città e si trova all'estremità occidentale del porto. Si tratta di una spiaggia non molto grande all'interno di una stretta baia, caratterizzata da un litorale di sabbia grossa mista a ghiaia che scende nel mare con un fondale sassoso e piuttosto basso.

## Amministrazione
Il comune omonimo comprende l'isola e numerosi isolotti circostanti per una popolazione di 790 abitanti al censimento 2011